# Encadellat

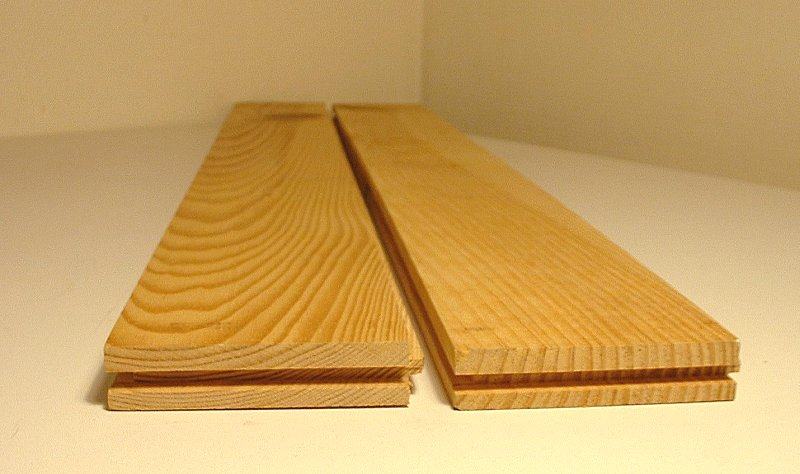
Peces de fusta per a parquet amb encadellat en els quatre costats.

L'encadellat, popularment matxembrat (castellanisme), és un sistema per unir posts de fusta acoblant un rebaix o galze amb l'aresta del costat contrari d'una altra post, per aconseguir una successió de peces encaixades formant una sola superfície llisa, uniforme i solidària.
Per aplicar aquest principi, es mecanitzen els costats de la post amb dos tipus de perfilat: un mascle, en forma de pestanya que sobresurt, i un altre, femella, acanalada. Per acoblar les posts, s'encaixa el costat mascle d'una peça dins del costat femella d'una altra, i així queden unides per suportar les càrregues pròpies de l'ús.
Aquest sistema és utilitzat principalment per fer un sòl, anomenat parquet o una paret de fusta, on es busca aconseguir una superfície llisa i indeformable davant l'aplicació d'unes càrregues d'ús normal. També s'empren en la construcció de portes catalanes. Solen estar disponibles amb els diversos tipus d'acabat i fins a 3,20 m de llargària.
L'encadellat també s'utilitza en jocs, com per exemple el trencaclosques de peces quadrades.